# Сухая Волноваха
Суха́я Волнова́ха (укр. Суха Волноваха) — река на Украине, в пределах Волновахского и Кальмиусского районов Донецкой области. Левый приток Мокрой Волновахи (бассейн Азовского моря).

## Описание
Длина реки 46 км, площадь водосборного бассейна — 451 км². Долина V-образная, шириной до 2 км, глубиной до 40 м. Ширина поймы до 100 м. Русло шириной до 5 м. Уклон реки 1,9 м/км. Питание смешанное. Ледостав с середины декабря до конца февраля; в отдельные годы не замерзает. Построены несколько прудов. Используется для нужд орошения и водоснабжения. Протекает по карстовой местности, в окрестностях много больших и малых карстовых пещер (самая крупная из них — Базилевская — расположена по течению реки Сухая Волноваха), вследствие чего вода местами по несколько километров протекает по подземным руслам, за что река и получила своё название.

## Расположение
Берёт начало на юг от пгт Ольгинка. Течёт в пределах Приазовской возвышенности сначала на северо-восток, далее — преимущественно на восток. Сближается с Мокрой Волновахой на окраине посёлка Кипучая Криница.

## Экология
На Сухой Волновахе расположен город Докучаевск. Сухая Волноваха (наряду с Мокрой являются основными источниками водоснабжения города. В реку осуществляется сброс сточных вод города и Докучаевского флюсо-доломитного комбината по 13 выпускам (по 4 из которых сбрасываются карьерные воды). Карьерные воды сбрасываются в реку без очистки в объёме 40 900 м³ в год.
Кроме того, с 1960 года осуществляется сброс высокоминерализованных карьерных вод в реку Сухая Волноваха, в результате чего её сток теперь существует постоянно, в то время как до сброса карьерных вод сток наблюдался только в период половодья и формировался в основном за счёт инфильтрации атмосферных осадков, характеризующихся пониженной минерализацией.